# 大勐宜
大勐宜（撣語： Meng Ngê Long），又名大勐稳、勐宜龍，是缅甸掸邦贵概县贵概镇区下辖的一个镇级市，现由缅甸联邦第一特区实际控制。

## 历史
大勐宜的原住民族為勐穩人，其祖先是來自中國云南的漢人，移居时间不详一個名叫「白马民族文化总会」的勐稳人組織聲稱自18世纪時定居在大勐宜地區。其初代首領段伍跟隨緬甸國王征討暹羅，於1752年被封為大勐穩土司，賜名吞烏。段氏家族世襲大勐穩土司，傳13代，歷經210年，直至1962年末代土司段朝文被緬甸廢位為止。
2016年3月，缅甸政府批准大勐宜的几万名华人加入缅甸籍。该通告没有给出这批华人的准确人数，坊间传闻的数字则从六万到十几万不等。这些华人在加入缅籍后，将以缅族而不是汉族身份登记入册，稱爲“勐稳帛玛民族”。